# واپیتی ریور
واپیتی ریور (به انگلیسی: Wapiti River) رودخانه‌ای است که در کانادا جریان دارد.